# Ким Минджон (кёрлингистка)
Ким Минджон (кор. 김민정, род. 9 июня 1981, Республика Корея) — южнокорейская кёрлингистка и тренер по кёрлингу.

## Достижения
- Тихоокеанско-азиатский чемпионат по кёрлингу: серебро (2014), бронза (2012).

## Команды
| Сезон   | Четвёртый   | Третий    | Второй     | Первый    | Запасной    | Турниры  |
| ------- | ----------- | --------- | ---------- | --------- | ----------- | -------- |
| 2011—12 | Ким Минджон | Ку Ён Ын  | Ли Сон Ми  | Ким На Ён |             |          |
| 2012—13 | Ким Ынджон  | Ким Гён Э | Ким Сон Ён | Ким Ён Ми | Ким Минджон | ТАЧ 2012 |
| 2014—15 | Ким Ынджон  | Ким Гён Э | Ким Сон Ён | Ким Ён Ми | Ким Минджон | ТАЧ 2014 |

(скипы выделены полужирным шрифтом; см. также )

## Результаты как тренера национальных сборных
| Год  | Турнир                                            | Сборная          | Место |
| ---- | ------------------------------------------------- | ---------------- | ----- |
| 2016 | Тихоокеанско-Азиатский чемпионат по кёрлингу 2016 | Республика Корея | 1     |
| 2017 | Зимняя Универсиада 2017                           | Республика Корея | 6     |
| 2017 | Зимние Азиатские игры 2017                        | Республика Корея | 2     |
| 2017 | Чемпионат мира по кёрлингу среди женщин 2017      | Республика Корея | 6     |
| 2017 | Тихоокеанско-Азиатский чемпионат по кёрлингу 2017 | Республика Корея | 1     |
| 2018 | Зимние Олимпийские игры 2018                      | Республика Корея | 2     |
| 2018 | Чемпионат мира по кёрлингу среди женщин 2018      | Республика Корея | 5     |